# Martin Huber (Politiker, 1960)
Martin Huber (* 1960 in Velden) ist ein deutscher Politiker der AfD. Seit 2023 ist er Abgeordneter im Bayerischen Landtag.

## Leben
Huber wurde 1960 in Velden an der Vils geboren. Der Vater war Maurer und starb schon mit 45 Jahren, die Mutter arbeitete in der eigenen Landwirtschaft. Huber lernte ebenfalls Maurer und arbeitete 25 Jahre auf dem Bau. Anschließend arbeitete er für eine Gebäude-Management-Firma als Beauftragter für Qualitätsmanagement und Vertrieb. Politisch fühlte er sich seiner Aussage nach der CSU unter Franz Josef Strauß verbunden, die nach dessen Tod aber zu weit nach links gerückt sei. 1989 wurde Huber Mitglied der Republikaner und zog für diese 1990 in den Gemeinderat von Taufkirchen (Vils) und den Kreistag im Landkreis Erding ein. 1996 kandidierte er als Bürgermeister von Taufkirchen und scheitert erst in der Stichwahl gegen Franz Hofstetter von der CSU. Bei den Republikanern wurde Huber Bezirksvorsitzender und stellvertretender Landesvorsitzender. Da die Partei zunehmend an Bedeutung verlor, wechselte er 2018 zur AfD und kandidierte für diese bei der Landtagswahl 2018, wurde aber nicht gewählt.
Bei der Landtagswahl am 8. Oktober 2023 erhielt er mit 14,5 % das drittbeste Erststimmenergebnis im Stimmkreis Erding nach der Siegerin Ulrike Scharf (CSU), die 39,5 % erhielt, und Sven Krage (Freie Wähler), der 18,7 % erhielt. Zusammen mit den Zweitstimmen im Wahlkreis Oberbayern erreichte er das viertbeste Ergebnis der AfD in Oberbayern und wurde damit in den Landtag gewählt, dem er seit dem 30. Oktober 2023 angehört.
Im Bayerischen Landtag ist Huber Mitglied im Ausschuss für Wohnen, Bau und Verkehr.
Huber ist verheiratet und hat zwei Kinder.